# Иконостасът
„Иконостасът“ е български игрален филм (драма) от 1969 година по сценарий и режисура на Христо Христов и Тодор Динов. Оператор е Атанас Тасев. Създаден е по мотиви от романа „Железният светилник“ на Димитър Талев. Присъстват и елементи от втората част на преспанската тетралогия - „Преспанските камбани“. Музиката във филма е композирана от Милчо Левиев.

## Състав

### Актьорски състав
| Изпълнител                      | Роля                                |
| ------------------------------- | ----------------------------------- |
| Димитър Ташев                   | Рафе Клинче(озвучен от Коста Цонев) |
| Емилия Радева                   | Султана Глаушева                    |
| Виолета Гиндева                 | Катерина Глаушева                   |
| Добринка Станкова               | Божанка                             |
| Николай Узунов                  | Лазар (Лазе) Глаушев                |
| Ани Спасова                     | Ния                                 |
| Стоян Гъдев                     | Стоян Глаушев                       |
| Наум Шопов                      | Таке                                |
| Борис Арабов                    | чорбаджи Аврам                      |
| Заслужил артист: Димитър Панов  |                                     |
| Заслужил артист: Николай Дойчев |                                     |
| Стефан Пейчев                   |                                     |
| Добромир Манев                  | Андреа                              |
| Милена Атанасова                |                                     |
| Милен Пенев                     | българският свещеник                |
| Стефан Мавродиев                |                                     |
| Руси Чанев                      |                                     |
| Адриана Палюшева                |                                     |
| Георги Георгиев                 | гръцкият свещеник                   |
| Кунка Баева                     | Банковица                           |
| Найчо Петров                    |                                     |
| Вера Делчева                    |                                     |
| Християн Русинов                |                                     |
| Александър Благоев              |                                     |
| Антон Горчев                    |                                     |
| П. Савова                       |                                     |
| А. Матева                       |                                     |
| К. Бозов                        |                                     |

### Творчески и технически екип
| По мотиви от романа „Железният светилник“ | Димитър Талев                                                       |
| Сценаристи и Режисьори                    | Заслужил артист: Христо Христов Заслужил артист: Тодор Динов        |
| Оператор                                  | Атанас Тасев                                                        |
| Художник                                  | Христо Стефанов                                                     |
| Музика                                    | Милчо Левиев                                                        |
| Звук                                      | Георги Кръстев                                                      |
| Редактор                                  | Владимир Каракашев                                                  |
| Архитект                                  | Рандьо Рандев                                                       |
| Костюми                                   | Мария Сотирова                                                      |
| Асистент-режисьори                        | Боян Морозов Георги Банчев Гани Стайков Надежда Паскалева           |
| Асистент-оператори                        | Георги Ночев Атанас Димитров                                        |
| Комбинирани снимки                        | Оператор: Атанас Тасев                                              |
| Фотограф                                  | Милка Русинова                                                      |
| Осветление                                | Иван Иванов                                                         |
| Монтаж                                    | Христина Вазова Богдана Атанасова                                   |
| Грим                                      | Лиляна Михайлова                                                    |
| Реквизит                                  | Георги Апостолов                                                    |
| Гардероб                                  | Цветана Матеева                                                     |
| Организатор                               | Петър Димитров                                                      |
| Директор                                  | Дончо Тодоров                                                       |
| Производство                              | БЪЛГАРСКА КИНЕМАТОГРАФИЯ Студия за игрални филми /Copyright © 1968/ |